# Backhand

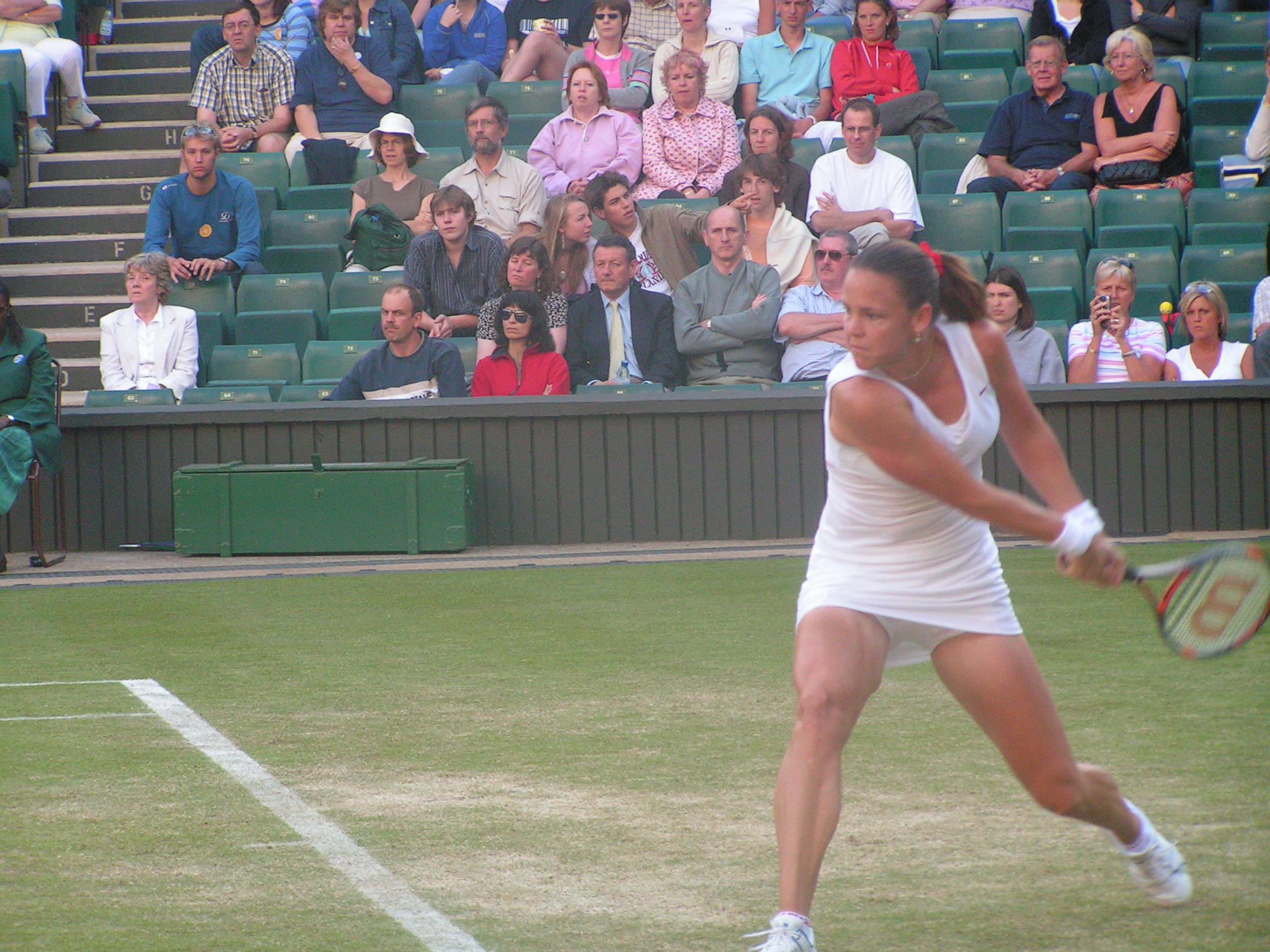
Lindsay Davenport visar här en dubbelfattad backhand.

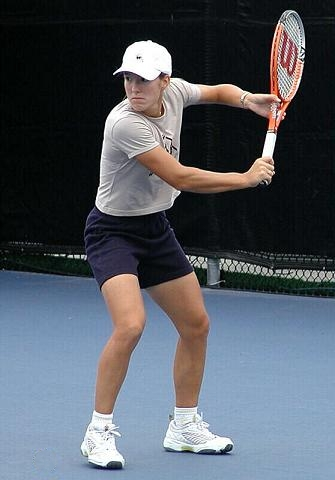
Justine Henin med sin enhandsfattade backhand.

Backhand kallas det slag som man, i främst racketsporter, slår med handens yttersida riktad i slagriktningen. Inom tennis kan backhand slås genom att hålla i racketskaftet med en hand (enhandsbackhand eller enhandsfattning) eller med två händer (tvåhandsbackhand eller tvåhandsfattning/dubbelfattning). I praktiken väljer tennisspelare den fattning som känns naturligast. Tvåhandsfattning har blivit allt vanligare eftersom den rätt utförd medger större säkerhet och kraft i tillslaget av bollen, dock på bekostnad av räckvidd. Enhandsfattning föredras fortfarande av flera elitspelare.   
De australiska tennisspelarna Vivian McGrath och John Bromwich var bland de första elitspelarna som på 1930-talet började spela med dubbelfattad backhand. Under 1970-talet kom allt fler tennisspelare att använda dubbelfattad backhand, däribland Jimmy Connors, Björn Borg och Chris Evert, vilka alla var typiska baslinjespelare. Kända för sina effektiva backhandreturer, slagna med enhandsfattning, var spelare som amerikanen Donald Budge och australiern Ken Rosewall. Bland senare tiders elitspelare som spelade med enhandsfattad backhand märks Pete Sampras och Stefan Edberg.  
Från att tidigare ha varit sällsynt, spelar i dagens tennis majoriteten av elitspelarna med dubbelfattad backhand. Undantag är bland andra världsettorna Roger Federer och Justine Henin. 
Spanjoren Rafael Nadal använder dubbelfattad backhand med mer toppspin och längd jämfört med Federer som slår korta backhandslag med enhandsfattning.
Det finns absolut fler slag i tennis än bara backhand t.ex. backhandsmash, forehand, smash, backhandvolley och forehand volley.
De slag som är mest lik backhand är backhand volley och backhandsmash.
För att man slår alla tre på vänster sida (om man är högerhänt).
Backhand är inte det mest dominerande slaget inom tennis, det är forehand som är mest dominerande.